# خاطرات یک زن خانه‌دار دیوانه
خاطرات یک زن خانه‌دار دیوانه (به انگلیسی: Diary of a Mad Housewife) فیلمی ۱۰۴ دقیقه‌ای به کارگردانی فرانک پری با بازی کری اسنادگرس محصول کشور ایالات متحده آمریکا است.